# Alphone Guichenot
Antoine Alphone Guichenot (Parijs, 31 juli 1809 - Cluny, 17 februari 1876) was een Frans zoöloog, herpetoloog en ichtyoloog. Hij was verbonden aan het Muséum National d'Histoire Naturelle in Parijs. Hij ondernam ook expedities voor het museum. Van 1839 tot 1842 nam hij deel een uitgebreide wetenschappelijke missie in Algerije. Van 1856 tot aan zijn pensioen in 1872 was hij assistent-natuuronderzoeker (aide-naturaliste) aan het Muséum. Daar bestudeerde hij onder meer collecties met vissen die toegestuurd werden uit Zuid-Amerika, Zuidoost-Azië, Zuid-Afrika en Australië. Hij beschreef zo de nieuwe geslachten van straalvinnige vissen Mendosoma en Seriolella uit de Stille Oceaan bij Chili en Agonomalus en Neosebastes (met de soort Neosebastes scorpaenoides) op basis van specimens afkomstig uit Australië.
Guichenot beschreef vele andere vis- en reptielentaxa wetenschappelijk, waaronder de wimpergekko, het slangengeslacht Macroprotodon, de hagedissensoort Enyalioides laticeps en de salamandersoort Pleurodeles nebulosus die in Algerije en Tunesië voorkomt.
De vissensoort Coreius guichenoti  en de skinkensoort Lampropholis guichenoti zijn naar hem genoemd.

## Publicaties
- Peces de Chile (in Claudio Gay: Historia fisica y politica de Chile), 1848.
- Exploration scientifique de l'Algérie pendant les années 1840, 1841, 1842: Histoire naturelle des reptiles et des poissons de l'Algérie, Parijs 1850